# 野澤量一郎
野澤 量一郎（のざわ りょういちろう、1938年3月21日 - ）は、日本の経営者。ファナック社長を務めた。

## 経歴
東京都出身。1962年に東京大学工学部を卒業し、同年に富士通に入社。1972年に富士通ファナックに転じ、1982年6月に取締役に就任し、1984年9月に常務、1987年3月に専務を経て、1992年6月に副社長に就任し、1995年6月には社長に昇格。1999年6月に副会長を経て、2000年6月には会長に就任し、2003年6月には相談役に退いた。